# Duitse kampioenschappen mountainbike

Duitse kampioenstrui

De Duitse kampioenschappen mountainbike worden gehouden sinds 1990. In onderstaand overzicht zijn alleen de kampioenen bij de senioren (elite) meegenomen.

## Mannen

### Cross Country
| Jaar | Goud                  | Zilver                | Brons                 |
| ---- | --------------------- | --------------------- | --------------------- |
| 2017 | Manuel Fumic          | Simon Stiebjahn       | Georg Egger           |
| 2016 | Markus Schulte-Lünzum | Moritz Milatz         | Christian Pfäffle     |
| 2015 | Manuel Fumic          | Markus Schulte-Lünzum | Moritz Milatz         |
| 2014 | Markus Schulte-Lünzum | Manuel Fumic          | Markus Bauer          |
| 2013 | Markus Schulte-Lünzum | Manuel Fumic          | Markus Bauer          |
| 2013 | Moritz Milatz         | Wolfram Kurschat      | Markus Schulte-Lünzum |
| 2012 | Manuel Fumic          | Jochen Käß            | Robert Mennen         |
| 2011 | Moritz Milatz         | Wolfram Kurschat      | Robert Mennen         |
| 2010 | Moritz Milatz         | Jochen Käß            | Torsten Marx          |
| 2009 | Wolfram Kurschat      | Moritz Milatz         | Jochen Käß            |
| 2008 | Manuel Fumic          | Moritz Milatz         | Wolfram Kurschat      |
| 2007 | Wolfram Kurschat      | Manuel Fumic          | Johannes Sickmüller   |
| 2006 | Moritz Milatz         | Lado Fumic            | Jochen Käß            |
| 2005 | Lado Fumic            | Manuel Fumic          | Wolfram Kurschat      |
| 2004 | Lado Fumic            | Wolfram Kurschat      | Stefan Sahm           |
| 2003 | Lado Fumic            | Carsten Bresser       | Stefan Sahm           |
| 2002 | Lado Fumic            | Manuel Fumic          | Jochen Käß            |
| 2001 | Lado Fumic            | Jochen Käß            | Marc Hanisch          |
| 2000 | Lado Fumic            |                       |                       |
| 1999 | Wolfram Kurschat      | Lado Fumic            | Thomas Hierlwimmer    |
| 1998 | Ralph Berner          |                       |                       |
| 1997 | Carsten Bresser       |                       |                       |
| 1996 | Mike Kluge            |                       |                       |
| 1995 | Marc Hanisch          | Carsten Bresser       | Hartmut Bölts         |
| 1994 | Ralph Berner          | Hartmut Bölts         | Mike Kluge            |
| 1993 | Mike Kluge            |                       |                       |
| 1992 | Robert Martin         |                       |                       |
| 1991 | Jürgen Sprich         |                       |                       |
| 1990 | Jürgen Sprich         |                       |                       |

### Marathon
| Jaar | Goud            | Zilver           | Brons            |
| ---- | --------------- | ---------------- | ---------------- |
| 2012 | Markus Kaufmann | Robert Mennen    | Hannes Genze     |
| 2011 | Moritz Milatz   | Karl Platt       | Hannes Genze     |
| 2010 | Jochen Käß      | Moritz Milatz    | Wolfram Kurschat |
| 2009 | Jochen Käß      | Tim Böhme        | Stefan Sahm      |
| 2008 | Karl Platt      | Stefan Sahm      | Hannes Genze     |
| 2007 | Jochen Käß      | Tim Böhme        | Torsten Marx     |
| 2006 | Hannes Genze    | Stefan Sahm      | Thomas Nicke     |
| 2005 | Lado Fumic      | Wolfram Kurschat | Benjamin Rudiger |
| 2004 | Hannes Genze    | Moritz Milatz    | Andreas Strobel  |

### Downhill
| Jaar | Goud               | Zilver             | Brons              |
| ---- | ------------------ | ------------------ | ------------------ |
| 2013 | Markus Klausmann   | Johannes Fischbach | Christian Textor   |
| 2012 | Johannes Fischbach | Benny Strasser     | Andreas Sieber     |
| 2011 | Benny Strasser     | Noah Grossmann     | André Wagenknecht  |
| 2010 | Marcus Klausmann   | Andreas Sieber     | Josua Hein         |
| 2009 | Marcus Klausmann   | Maximilian Bender  | Frank Schneider    |
| 2008 | André Wagenknecht  | Andreas Sieber     | Benny Strasser     |
| 2007 | Marcus Klausmann   | Andreas Sieber     | Frank Schneider    |
| 2006 | Marcus Klausmann   | Frank Schneider    | Daniel Schmieder   |
| 2005 | Marcus Klausmann   | Andre Wagenknecht  | David Schatzki     |
| 2004 | Marcus Klausmann   | Frank Schneider    | Andreas Sieber     |
| 2003 | Marcus Klausmann   | Sascha Ehrmann     | Andreas Sieber     |
| 2002 | Marcus Klausmann   | Frank Schneider    | Stefan Kudella     |
| 2001 | Stefan Kudella     | Marcus Klausmann   | Frank Schneider    |
| 2000 | Marcus Klausmann   | Markus Bast        | Nathaniel Goiny    |
| 1999 | Marcus Klausmann   | Markus Bast        | Dennis Strathmann  |
| 1998 | Marcus Klausmann   | Guido Tschugg      | Stefan Herrmann    |
| 1997 | Marcus Klausmann   |                    |                    |
| 1996 | Jürgen Beneke      |                    |                    |
| 1995 | Jürgen Beneke      | Stefan Herrmann    | Wolfgang Groß      |
| 1994 | Jürgen Beneke      | Stefan Herrmann    | Peter Stiefl       |
| 1993 | Jürgen Sprich      |                    | Wolfgang Ebersbach |

## Vrouwen

### Cross Country
| Jaar | Goud                     | Zilver            | Brons             |
| ---- | ------------------------ | ----------------- | ----------------- |
| 2017 | Sabine Spitz             | Helen Grobert     | Adelheid Morath   |
| 2016 | Sabine Spitz             | Helen Grobert     | Elisabeth Brandau |
| 2015 | Helen Grobert            | Hanna Klein       | Adelheid Morath   |
| 2014 | Adelheid Morath          | Sabine Spitz      | Helen Grobert     |
| 2013 | Sabine Spitz             | Elisabeth Brandau | Silke Schmidt     |
| 2012 | Sabine Spitz             | Adelheid Morath   | Silke Schmidt     |
| 2011 | Sabine Spitz             | Lisa Brandau      | Adelheid Morath   |
| 2010 | Sabine Spitz             | Anja Gradl        | Hanna Klein       |
| 2009 | Sabine Spitz             | Adelheid Morath   | Hanna Klein       |
| 2008 | Sabine Spitz             | Ivonne Kraft      | Adelheid Morath   |
| 2007 | Hanka Kupfernagel        | Sabine Spitz      | Nina Göhl         |
| 2006 | Sabine Spitz             | Nina Göhl         | Hanka Kupfernagel |
| 2005 | Sabine Spitz             | Nina Göhl         | Ivonne Kraft      |
| 2004 | Sabine Spitz             | Ivonne Kraft      | Sandra Klose      |
| 2003 | Sabine Spitz             | Nina Göhl         | Sandra Klose      |
| 2002 | Sabine Spitz             | Katrin Schwing    | Regina Marunde    |
| 2001 | Sabine Spitz             |                   |                   |
| 2000 | Hedda zu Putlitz         |                   |                   |
| 1999 | Hedda zu Putlitz         | Helga Weiss       | Sabine Spitz      |
| 1998 | Hedda zu Putlitz         |                   |                   |
| 1997 | Regina Marunde           |                   |                   |
| 1996 | Regina Marunde           |                   |                   |
| 1995 | Hanka Kupfernagel-Wittig | Nora Rösch        | Susanne Alfes     |
| 1994 | Maria Knust              | Regina Marunde    | Susanne Alfes     |
| 1993 | Regina Stiefl            |                   |                   |
| 1992 | Susi Buchwieser          |                   |                   |
| 1991 | Regina Stiefl            |                   |                   |
| 1990 | Susi Buchwieser          |                   |                   |

### Marathon
| Jaar | Goud              | Zilver               | Brons                |
| ---- | ----------------- | -------------------- | -------------------- |
| 2012 | Elisabeth Brandau | Silke Schmidt        | Birgit Söllner       |
| 2011 | Elisabeth Brandau | Mailin Franke        | Nina Gäßler          |
| 2010 | Sabine Spitz      | Birgit Söllner       | Ivonne Kraft         |
| 2009 | Adelheid Morath   | Barbara Kaltenhauser | Ivonne Kraft         |
| 2008 | Elisabeth Brandau | Adelheid Morath      | Anja Gradl           |
| 2007 | Kathrin Schwing   | Adelheid Morath      | Kerstin Brachtendorf |
| 2006 | Nina Göhl         | Sabine Spitz         | Adelheid Morath      |
| 2005 | Sabine Spitz      | Nina Göhl            | Adelheid Morath      |
| 2004 | Sabine Spitz      | Alexandra Rosenstil  | Katrin Helmcke       |

### Downhill
| Jaar                                                                              | Goud              | Zilver             | Brons              |
| --------------------------------------------------------------------------------- | ----------------- | ------------------ | ------------------ |
| 2013                                                                              | Harriet Rücknagel | Kim Schwemmer      | Sandra Rübesam     |
| 2012                                                                              | Harriet Rücknagel | Nicole Beege       | Sandra Rübesam     |
| 2011                                                                              | Harriet Rücknagel | Nicole Beege       | Sandra Rübesam     |
| 2010                                                                              | Harriet Rücknagel | Sandra Rübesam     | Nicole Beege       |
| 2009                                                                              | Antje Kramer      | Harriet Rücknagel  | Nicole Beege       |
| 2008                                                                              | Antje Kramer      | Harriet Rücknagel  | Sandra Rübesam     |
| 2007                                                                              | Antje Kramer      | Harriet Rücknagel  | Sandra Rübesam     |
| 2006                                                                              | Antje Kramer      | Harriet Rücknagel  | Regine Ullrich     |
| 2005                                                                              | Antje Kramer      | Luise Siegfried    | Christiane Rumpf   |
| 2004                                                                              | Antje Kramer      | Christiane Rumpf   | Isabell Weiss      |
| 2003                                                                              | Antje Kramer      | Christiane Rumpf   | Sonja Granzow      |
| 2002                                                                              | Sonja Granzow     | Christiane Rumpf   | Anja Jerenko       |
| 2001                                                                              | Christiane Rumpf  | Sonja Granzow      | Anja Jerenko       |
| 2000                                                                              | Britta Kobes      | Maren Jüllich      | Christiane Rumpf   |
| 1999                                                                              | Maren Jüllich     | Petra Winterhalder | Regina Stiefl      |
| 1998                                                                              | Regina Stiefl     | Maren Jüllich      | Petra Winterhalder |
| 1996–1997: Onderdeel downhill stond niet op programma bij Duitse kampioenschappen |                   |                    |                    |
| 1995                                                                              | Regina Stiefl     | Britta Kobes       | Tanja Nehme        |
| 1994                                                                              | Regina Stiefl     | Laura Burckhardt   | Petra Winterhalder |
| 1993                                                                              | Regina Marunde    |                    |                    |